# A lyga 2022
La A lyga 2022 è stata la 33ª edizione della massima divisione del campionato lituano di calcio, iniziata il 4 marzo 2021, terminata l'11 novembre 2022. Lo Žalgiris è la squadra campione in carica che si conferma campione anche in questa stagione per la terza volta consecutiva, la decima complessiva della sua storia.

## Stagione

### Novità
Dalla A lyga 2021 sono retrocesse DFK Dainava e Nevėžis, ultime due classificate. Dalla 1 Lyga 2021 sono state promosse FA Šiauliai e Jonava, rispettivamente prima e seconda classificate.

### Formula
Il campionato è composto di 10 squadre e ogni squadra affronta le altre squadre quattro volte, due volte in casa e due in trasferta, per un totale di 36 giornate. La squadra prima classificata è campione di Lituania ed è ammessa al primo turno di qualificazione della UEFA Champions League 2023-2024. Le squadre classificate al secondo e terzo posto sono ammesse al primo turno di qualificazione della UEFA Europa Conference League 2023-2024, assieme alla vincitrice della Coppa di Lituania. La penultima classificata disputa uno spareggio promozione/retrocessione contro la seconda classificata della 1 Lyga per la permanenza in A lyga, l'ultima classificata retrocede direttamente nella serie inferiore.

## Squadre partecipanti
| Club              | Città       | Stadio                             | Stagione precedente  |
| ----------------- | ----------- | ---------------------------------- | -------------------- |
| Banga Gargždai    | Gargždai    | Stadio Gargždai                    | 7º posto in A lyga   |
| Džiugas Telšiai   | Telšiai     | Stadio centrale                    | 8º posto in A lyga   |
| FA Šiauliai       | Šiauliai    | Stadio Savivaldybė                 | 1º posto in 1 Lyga   |
| Hegelmann Litauen | Kaunas      | LFF Kaunas training center stadium | 5º posto in A lyga   |
| Jonava            | Jonava      | Stadio Centrale                    | 2º posto in 1 lyga   |
| Kauno Žalgiris    | Kaunas      | Stadio FA Kauno Žalgiris           | 3º posto in A lyga   |
| Panevėžys         | Panevėžys   | Stadio Aukštaitija                 | 4º posto in A Lyga   |
| Riteriai          | Vilnius     | Stadio LFF                         | 6º posto in A lyga   |
| Sūduva            | Marijampolė | Stadio Sūduva                      | 2º posto in A lyga   |
| Žalgiris          | Vilnius     | Stadio LFF                         | Campione di Lituania |

## Classifica
|                     | Pos. | Squadra           | Pt | G  | V  | N  | P  | GF | GS | DR  |
| ------------------- | ---- | ----------------- | -- | -- | -- | -- | -- | -- | -- | --- |
| Lituania (bandiera) | 1.   | Žalgiris          | 84 | 36 | 26 | 6  | 4  | 40 | 12 | +58 |
|                     | 2.   | Kauno Žalgiris    | 63 | 36 | 18 | 9  | 9  | 42 | 15 | +18 |
|                     | 3.   | Panevėžys         | 62 | 36 | 18 | 8  | 10 | 31 | 12 | +19 |
|                     | 4.   | Hegelmann Litauen | 61 | 36 | 16 | 13 | 7  | 30 | 19 | +30 |
|                     | 5.   | Riteriai          | 59 | 36 | 17 | 8  | 11 | 27 | 19 | +12 |
|                     | 6.   | Sūduva            | 55 | 36 | 15 | 10 | 11 | 21 | 18 | +8  |
|                     | 7.   | FA Šiauliai       | 50 | 36 | 13 | 11 | 12 | 24 | 24 | 0   |
|                     | 8.   | Banga Gargždai    | 30 | 36 | 6  | 12 | 18 | 17 | 33 | -21 |
|                     | 9.   | Džiugas Telšiai   | 27 | 36 | 5  | 12 | 19 | 20 | 36 | -33 |
|                     | 10.  | Jonava            | 3  | 36 | 0  | 3  | 33 | 4  | 68 | -91 |

Legenda:
      Campione di Lituania e ammessa alla UEFA Champions League 2023-2024.
      Ammesse alla UEFA Europa Conference League 2023-2024.
 Ammessa allo Spareggio promozione/retrocessione.
      Retrocessa in 1 Lyga 2023.
Note:
Tre punti a vittoria, uno a pareggio, zero a sconfitta.
La classifica viene stilata secondo i seguenti criteri:
- Punti conquistati
- Punti conquistati negli scontri diretti
- Differenza reti negli scontri diretti
- Differenza reti generale
- Reti totali realizzate
- Partite vinte
- Posizionamento delle squadre riserve nel campionato riserve

## Risultati

### Partite (1-18)
|                   | Ban  | Dži  | FAŠ  | Heg  | Jon  | Kau  | Pan  | Rit  | Sūd  | Žal  |
| ----------------- | ---- | ---- | ---- | ---- | ---- | ---- | ---- | ---- | ---- | ---- |
| Banga Gargždai    | –––– | 3-3  | 0-0  | 1-0  | 1-1  | 3-1  | 1-2  | 0-4  | 0-1  | 0-2  |
| Džiugas Telšiai   | 0-0  | –––– | 0-0  | 1-1  | 2-0  | 1-2  | 0-1  | 0-1  | 2-2  | 3-5  |
| FA Šiauliai       | 1-1  | 3-2  | –––– | 0-0  | 3-0  | 0-1  | 0-3  | 1-0  | 0-0  | 0-1  |
| Hegelmann Litauen | 2-0  | 2-0  | 1-0  | –––– | 4-0  | 2-1  | 0-1  | 1-1  | 2-2  | 2-2  |
| Jonava            | 1-3  | 0-1  | 0-3  | 1-4  | –––– | 0-2  | 0-5  | 0-1  | 0-4  | 0-5  |
| Kauno Žalgiris    | 1-1  | 2-1  | 0-0  | 1-3  | 4-0  | –––– | 2-1  | 0-1  | 0-3  | 2-2  |
| Panevėžys         | 2-0  | 1-0  | 1-2  | 1-1  | 4-0  | 1-0  | –––– | 3-0  | 2-1  | 0-2  |
| Riteriai          | 1-0  | 3-0  | 1-1  | 0-3  | 5-0  | 1-1  | 0-0  | –––– | 2-0  | 0-1  |
| Sūduva            | 3-0  | 1-1  | 2-0  | 0-1  | 2-0  | 1-1  | 2-1  | 1-1  | –––– | 0-5  |
| Žalgiris Vilnius  | 2-1  | 2-1  | 0-0  | 2-1  | 6-0  | 1-2  | 0-0  | 2-0  | 0-0  | –––– |

### Partite (19-36)
|                   | Ban  | Dži  | FAŠ  | Heg  | Jon  | Kau  | Pan  | Rit  | Sūd  | Žal  |
| ----------------- | ---- | ---- | ---- | ---- | ---- | ---- | ---- | ---- | ---- | ---- |
| Banga Gargždai    | –––– | 1-1  | 2-3  | 1-1  | 2-0  | 0-1  | 1-1  | 0-1  | 0-0  | 0-2  |
| Džiugas Telšiai   | 0-1  | –––– | 1-0  | 0-1  | 2-2  | 0-3  | 0-0  | 1-4  | 2-1  | 1-1  |
| FA Šiauliai       | 1-1  | 2-2  | –––– | 0-0  | 2-0  | 0-3  | 1-0  | 3-2  | 2-0  | 3-0  |
| Hegelmann Litauen | 5-0  | 5-0  | 2-1  | –––– | 6-0  | 1-1  | 1-1  | 2-2  | 2-0  | 1-4  |
| Jonava            | 0-5  | 0-1  | 1-3  | 0-1  | –––– | 1-2  | 1-1  | 0-3  | 0-2  | 0-4  |
| Kauno Žalgiris    | 3-0  | 5-1  | 1-0  | 1-1  | 2-1  | –––– | 0-0  | 2-0  | 2-2  | 0-2  |
| Panevėžys         | 2-1  | 3-2  | 1-2  | 3-1  | 2-1  | 2-1  | –––– | 0-1  | 2-0  | 0-1  |
| Riteriai          | 2-2  | 2-1  | 3-1  | 0-0  | 2-1  | 2-0  | 2-1  | –––– | 2-3  | 1-5  |
| Sūduva            | 2-0  | 1-1  | 2-1  | 2-1  | 1-0  | 0-2  | 4-1  | 2-1  | –––– | 1-2  |
| Žalgiris Vilnius  | 2-1  | 6-0  | 5-0  | 2-1  | 3-1  | 2-3  | 0-1  | 3-1  | 1-0  | –––– |

#### Spareggio retrocessione
|                 | Risultati |                 | Luogo e data               |
| --------------- | --------- | --------------- | -------------------------- |
| Neptūnas        | 0-4       | Džiugas Telšiai | Klaipėda, 27 novembre 2022 |
| Džiugas Telšiai | 1-0       | Neptūnas        | Telšiai, 30 novembre 2022  |
|                 |           |                 |                            |

## Statistiche

### Classifica marcatori
| Gol |  |  | Giocatore           | Squadra           |
| --- |  |  | ------------------- | ----------------- |
| 17  |  |  | Renan               | Žalgiris          |
| 13  |  |  | Vilius Armanavičius | Hegelmann Litauen |
| 13  |  |  | Oleksiy Shchebetun  | FA Šiauliai       |
| 12  |  |  | Kule Mbombo         | Sūduva            |
| 10  |  |  | Rokas Filipavičius  | Riteriai          |
| 9   |  |  | Daniel Romanovskij  | FA Šiauliai       |
| 9   |  |  | Anton Fase          | Kauno Žalgiris    |
| 9   |  |  | Mathias Oyewusi     | Žalgiris          |
| 9   |  |  | Robertas Vėževičius | Banga Gargždai    |